# Clarée
Clarée – rzeka we Francji, przepływająca przez teren departamentu Alpy Wysokie, o długości 31,8 km. Stanowi dopływ rzeki Durance.